# فی مکنزی
فی مکنزی (انگلیسی: Fay McKenzie؛ زادهٔ ۱۹ فوریهٔ ۱۹۱۸ – درگذشتهٔ ۱۶ آوریل ۲۰۱۹) یک هنرپیشه اهل ایالات متحده آمریکا بود. وی بین سال‌های ۱۹۱۸ تا ۲۰۱۸ میلادی فعالیت می‌کرد. فی مک‌کنزی در ۱۶ آوریل ۲۰۱۹، در سن ۱۰۱ سالگی درگذشت.